# Lark Atkin-Davies
Pour les articles homonymes, voir Atkin et Davies.

a Compétitions nationales et continentales officielles uniquement.

b Matchs officiels uniquement.
Dernière mise à jour le 10 juin 2024.
Lark Davies, ou Lark Atkin-Davies depuis son mariage, née le 3 mars 1995 à Worcester (Angleterre), est une joueuse internationale anglaise de rugby à XV évoluant au poste de talonneur. Elle joue aux Bristol Bears.

## Biographie
Lark Atkin-Davies naît le 3 mars 1995 à Worcester en Angleterre. Elle pratique d'abord la natation puis découvre le rugby à XV à l'école primaire et débute au Luctonians Rugby Club. Elle fait ses études à l'université de Worcester et intègre l'équipe des Worcester Valkyries (en).
Après huit sélections avec l'équipe nationale des moins de 20 ans, elle fait ses débuts en équipe d'Angleterre contre les États-Unis aux Super Series 2015.
En 2017, elle n'est pas sélectionnée pour disputer la Coupe du monde. Dès lors, elle fait passer son emploi d'institutrice à mi-temps et sacrifie tout au rugby. Lors du Tournoi des Six Nations 2018, elle est titularisée pour la première fois avec les Red Roses.
En 2019, Lark Atkin-Davies est mise sous contrat par la Fédération anglaise et cesse d'enseigner,. Elle dispute tous les matchs du Tournoi des Six Nations, et remporte le premier de cinq titres consécutifs. Elle rejoint le club du Loughborough Lightning.
En 2021, elle inscrit 21 essais en 18 matchs. 
Au cours du Six Nations 2022, elle est nommée joueuse du match contre la France. En fin de saison, elle signe aux Bristol Bears. Elle compte 41 sélections en équipe d'Angleterre quand elle est retenue en septembre pour disputer la Coupe du monde en Nouvelle-Zélande.
À l'automne suivant, Lark Atkin-Davies fait partie des trente joueuses qui repartent en Nouvelle-Zélande participer au WXV 2023. Elle marque un quadruplé contre le Canada. Au printemps 2024, elle remporte son septième Tournoi des Six Nations. Avec son club, elle atteint la finale du championnat où les Bristol Bears s'inclinent face au Gloucester-Hartpury RFC.
En 2024-2025, elle remporte à nouveau le WXV avec les Red Roses. Au terme d'une saison où elle a inscrit douze essais[réf. nécessaire], les Bears sont éliminées en demi-finale du championnat, à nouveau par le Gloucester-Hartpury RFC.
En juillet 2025, elle est sélectionnée pour la Coupe du monde en Angleterre.

## Palmarès

### En club
- Finaliste du Championnat d'Angleterre en 2024.

### En équipe nationale
- Vainqueur du Tournoi des Six Nations en 2017, 2019, 2020, 2021, 2022, 2023, 2024 et 2025.
- Finaliste de la Coupe du monde en 2021.
- Vainqueur du WXV en 2023 et 2024.

### Distinctions individuelles
- Meilleure marqueuse d'essais du Championnat d'Angleterre en 2021, 2022 et 2023.